# Medalla de Memel
La Medalla Conmemorativa por el Retorno de Memel (Medaille zur Erinnerung an die Heimkehr des Memellandes; 22. März 1939) fue un condecoración de la Alemania nazi recompesada durante el periodo de entreguerras, y la última de la serie de las Medallas de ocupación alemanas.

## Historia
Alemania se anexionó la Región de Klaipėda (Territorio de Memel) de Lituania , el 22 de marzo de 1939, después de un ultimátum. El 23 de marzo se ocupó la ciudad y el distrito por las tropas del ejército alemán. Esta zona del Este de Prusia, con 160.000 habitantes, había sido entregada a Lituania en las secuelas de la Primera Guerra Mundial. Para conmemorar la ocupación, la "Medalla de Memel" fue autorizada el 1 de mayo de 1939. Fue otorgada hasta el 31 de diciembre de 1940. En total se entregaron 31,322 medallas.

## Diseño
La medalla fue diseñada por el Profesor Richard Klein. Mientras que el anverso fue exactamente la misma que las dos medallas anteriores, en la inversa se leer "Zur Erinnerung an die Heimkerhr des Memellandes 22. März 1939" (Para conmemorar el regreso del Distrito de Memel. 22 de marzo de 1939), rodeado de una corona de hojas de roble. El premio fue entregado a todos los militares, los políticos y el personal civil que habían destacado en las acciones relacionadas con la anexión del distrito a Alemania.
La medalla fue labrada en bronce y ha sido llevada en la parte izquierda del bolsillo, suspendida de una cinta blanca con una franja verde en el centro y dos tiras rojas a cada lado, los colores históricos de Lituania Menor.